# 盧蕙
盧蕙（1493年—1546年），字子貞，號抑齋，直隸淮安府山陽縣人，民籍，明朝政治人物。

## 生平
嘉靖元年（1522年）壬午科應天鄉試第十五名舉人，二年（1523年）聯捷癸未科會試第三十一名，二甲第十四名進士。授刑部主事，以祖母年高陳情，改南京戶部主事，升工部郎中。时大同兵变，兵部尚书推荐卢蕙为兵部职方司郎中，处理军变得宜。十四年（1535年）二月出为广东布政使司右参议，十七年（1538年）二月升浙江按察司副使，十九年（1540年）七月升浙江布政使司左参政，升浙江按察使，二十二年（1543年）升广东右布政使，升江西左布政使，二十四年（1545年）三月任都察院右佥都御史、巡抚辽东。八月二十日鞑虏以千馀骑夜袭辽东松子岭，杀伤甚众，靉阳守备张文瀚战死。十一月巡按御史刘廷仪上言张文瀚之死由辽东巡抚卢蕙、总兵赵国忠及把总指挥吴国臣等人纵寇失职，宜分别功罪以示劝惩。当时卢蕙视事未久，免罪。二十五年（1546年）奉敕烧荒，塞外早寒，雪霰骤至，裨将进以所衣貂裘，卢蕙推却曰：一军皆寒，吾何忍独御。遂中寒疾，回镇至广宁卒，祀乡贤。

## 家族
曾祖盧清；祖父盧錦，七品散官；父盧璋，義官。母錢氏。重慶下。兄盧昇（千戶）、盧昌（千戶）、盧冕、盧恩、盧恕、盧惪、盧意，弟盧藼、盧懃、盧懋、盧鼎（千戶）、盧鼐（典膳）、盧鼏、盧愍、盧愨、盧應、盧愚。

## 紀念
淮安城內曾有都憲坊，乃為盧蕙所立。